# Lepthyphantes howelli
Lepthyphantes howelli är en spindelart som beskrevs av Rudy Jocqué och Nikolaj Scharff 1986. Lepthyphantes howelli ingår i släktet Lepthyphantes och familjen täckvävarspindlar.
Artens utbredningsområde är Tanzania. Inga underarter finns listade i Catalogue of Life.